# Antonio Cesti
Antonio Cesti (auch: Pietro Antonio Cesti; * 5. August 1623 in Arezzo; † 14. Oktober 1669 in Florenz) war ein italienischer Opernkomponist, Sänger und Hofkapellmeister in Innsbruck und Franziskaner.

## Leben
Als Pietro Cesti getauft, trat er als Vierzehnjähriger in den Franziskanerorden ein und nahm den Ordensnamen Antonio, der zugleich der Taufname seines Bruders war, an. Der Eintritt in einen Orden war für ihn wie für viele andere junge Menschen seiner Zeit der einzige Weg, eine musikalische Ausbildung zu erhalten. Er bekleidete sodann verschiedene kirchenmusikalische Ämter in Italien, so wurde er mit zwanzig Jahren Organist der Kathedrale und Musikmeister des Seminars in Volterra, 1647 trat er aber auch als Sänger im neu restaurierten Theater von Siena auf. Im Jahr 1650 befand sich Cesti in Florenz, wo er sich ungeachtet seines Ordensgelübdes bald einen Namen in der Theaterwelt machte. So sang er in Francesco Cavallis Oper Giasone in Lucca, was ihm eine Verwarnung des Minoritenordens eintrug. Dennoch fühlte er sich stark genug, 1651 und 1652 in Venedig seine ersten beiden Opern in Szene zu setzen.

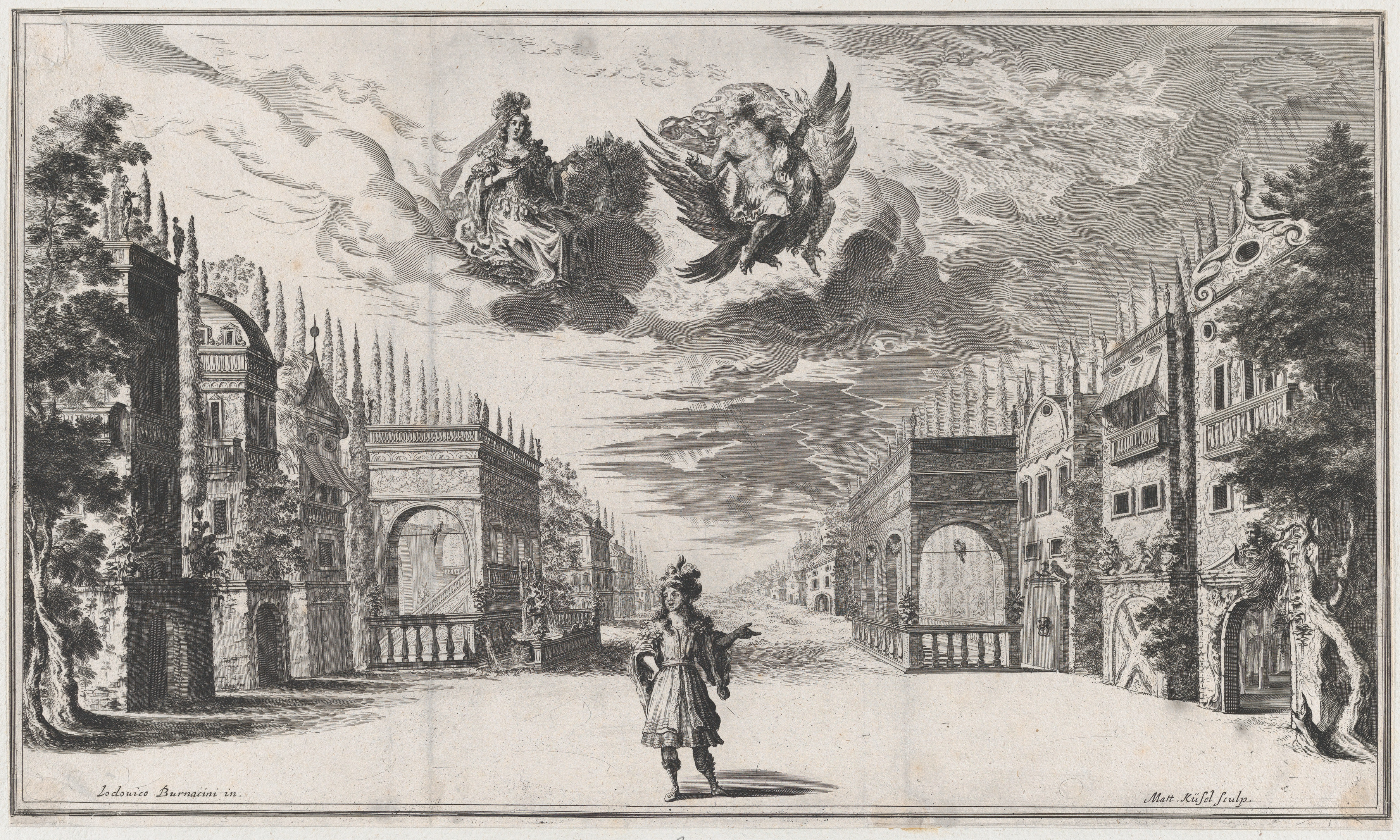
Szenenbild aus Cestis Il pomo d’oro mit einem Sänger auf der Bühne und Jupiter und Juno in den Wolken, Dekor von Ludovico Burnacini, Wien 1668

In den Jahren 1652 bis 1657 wurde Cesti als Kammerkapellmeister, also als Musikdirektor, der Privatkapelle von Erzherzog Ferdinand Karl in Innsbruck angestellt. Dort produzierte er zusammen mit dem ebenfalls aus Arezzo gebürtigen Librettisten Giovan Filippo Apolloni drei Aufführungen, die selbst für italienische Verhältnisse großen Erfolg hatten: Argia wurde zu Ehren der frisch zum Katholizismus konvertierten Königin Christina von Schweden aufgeführt, die auf dem Weg nach Rom in Innsbruck Station machte. 1656 folgte Orontea anlässlich des Karnevals und La Dori 1657.
Cesti musste sich 1659 auf Befehl des Franziskanerordens nach Rom begeben, wo er, vom Gelübde entbunden, in der Sixtinischen Kapelle sang und komponierte.
In den Jahren 1665 bis 1667 wirkte er als Kapellmeister am Hof von Kaiser Leopold I. in Wien und komponierte dort für die Hochzeitsfeier des Kaisers seine wohl berühmteste Oper, Il pomo d’oro, die dort im Theater auf der Cortina glanzvoll aufgeführt wurde. Letztlich kehrte Cesti nach Italien zurück, da ihm der vorgeschriebene Prunk in Wien nicht gefiel. 1669 wirkte er am Hof des Erzherzogs in Florenz, in Siena leitete er Opernaufführungen, und auch für Venedig nahm er Aufträge an. Cesti war neben Francesco Cavalli der bedeutendste Opernkomponist seiner Zeit.
Der Vorname Marc’Antonio, der spätestens seit Johann Matthesons Grundlage einer Ehren-Pforte häufig in der Literatur erscheint, wurde ihm irrtümlich zugewiesen.

## Rezeption
Die Inszenierung von Antonio Cestis Oper Orontea unter Regisseur Walter Sutcliffe 2015 in der Oper Frankfurt am Main brachte in Erinnerung, warum sie im 17. Jahrhundert zu den beliebtesten Bühnenwerken gehörte.

## Werke (Auszug)
Neben seinen Opern komponierte Cesti zahlreiche weltliche Kantaten und einige kirchenmusikalische Vokalwerke.
- Alessandro vincitor di se stesso (Venedig 1651)
- Cesare amante (Venedig 1652)
- La Cleopatra (1654, quasi eine Innsbrucker Fassung von Alessandro vincitor di se stesso)
- L’Argia (Innsbruck 1655)
- L’Orontea (Innsbruck 1656,[3] Libretto: Giacinto Andrea Cicognini, bearbeitet von Filippo Apolloni)
- La Dori (Innsbruck 1657, Libretto: Apolloni)
- Venere cacciatrice (Innsbruck 1659, Libretto: Francesco Sbarra)
- La magnanimità d’Alessandro (Innsbruck 1662, Libretto: Francesco Sbarra)
- La Semiramide (Innsbruck 1665, Libretto: Giovanni Andrea Moniglia)
- Le nozze in sogno (Florenz 1665, Libretto: Pietro Susini)
- Il Tito (Venedig 1666, Libretto: Nicolò Beregan)
- Il pomo d’oro (Wien 1668, Beschreibung des in der Österreichischen Nationalbibliothek erhaltenen Materials dazu und ausführliche Inhaltsangabe)